# Victor Franz Hess
Victor Franz Hess ili Victor Francis Hess (dvorac Waldstein, Austrija, 24. lipnja 1883. - Mount Vernon, New York, 17. prosinca 1964.), austrijsko-američki fizičar i dobitnik Nobelove nagrade za fiziku. Doktorat stekao 1906. u Grazu, gdje je bio profesor od 1920. Od 1911. proučavao ionizaciju zraka, za koju se vjerovalo da potječe od radioaktivnih čestica raspršenih po tlu i atmosferi. Mjerenjima s pomoću balona s elektroskopima 1912. pokazao da je zračenje znatno jače na većim visinama. Dokazao je postojanje zračenja izvanzemaljskoga podrijetla (koje je R. A. Millikan 1925. nazvao kozmičkim zračenjem). Sve do uvođenja ubrzivača čestica kozmičko je zračenje bilo jedini način otkrivanja novih elementarnih čestica, kao što je to bio slučaj s pozitronom, što ga je otkrio C. D. Anderson. Hess je s njime podijelio Nobelovu nagradu za fiziku 1936. Prije Hitlerova pripojenja Austrije Hess je otišao u Švicarsku, potom u SAD, gdje je 1944. dobio američko državljanstvo. Nakon Drugog svjetskog rata mjerio radioaktivnost proizvedenu nuklearnim pokusima, kojima se oštro protivio.

## Životopis
Rođen je 24. lipnja 1883. u dvorcu Waldstein kao sin Vinzensa Hessa, šumara princa Öttingen-Wallersteina, i Serafine Edle von Grossbauer-Waldstätt.
Od 1901. do 1905. bio je pred-diplomac na Sveučilištu u Grazu, no nastavio je svoj studij te je 1910. dobio svoj doktorat. Od tada pa do 1920. radi u Institutu za proučavanje radija na Bečkoj akademiji znanosti, no 1921. odlazi u SAD gdje neko vrijeme radi u New Jerseyju i Washingtonu. Godine 1923. vraća se u Austriju gdje dobiva posao na matičnom sveučilištu, a 1925. postaje redoviti profesor eksperimentalne fizike u Grazu. Godine 1931. postaje profesor i ravnatelj Instituta za radiologiju pri Sveučilištu u Innsbrucku.
Godine 1936., Švedska akademija mu je uručila Nobelovu nagradu za fiziku za otkriće kozmičke radijacije. Hess je te zrake otkrio puno prije, u razdoblju od 1911. do 1913., a njegovo je otkriće 1925. potvrdio američki nobelovac R. A. Millikan. Millikan je i dao ime tim zrakama. Glavni zaključak Hessovog rada, izdanog u časopisu Postupci Austrijske akademije znanosti, bio je taj da se količina radijacije sa zemlje smanjuje do nekih 1 kilometar visine, dok se, zbog prodora zračenja iz svemira, iznad te visine količina zračenja ponovo povećava. Tu tezu Hess je pokusima dokazivao nizom letova na različitim visinama u periodu od 1911. do 1912. (najveća visina bila je 5,3 kilometar od Zemljine površine). No, ti letovi su bili iznimno rizični jer ih je Hess obavljao i tijekom dana, ali i tijekom noći.
Godine 1938. ponovo odlazi u SAD sa svojom suprugom Židovkom, kako bi pobjegao od nacizma. Iste godine postaje profesor na Sveučilištu Fordham, a državljanstvo dobiva 1944. Godine 1956. otišao je u mirovinu. Umro je 8 godina kasnije, 17. prosinca 1964. u mjestu Mount Vernon u saveznoj državi New York.

## Kozmičke zrake
Godine 1900. opazio je C. T. R. Wilson da i u najbolje izoliranim posudama zrak postaje električnim vodičem. Stavi li se u posudu elektroskop, električni napon između listića elektroskopa pomalo opada. Električna struja, koja teče zrakom, vezana je s neprestanom proizvodnjom električni nabijenih iona. Ta pojava bila je tumačena tako da radioaktivne tvari u zraku i zemlji šalju prodorne zrake, koje cijepaju molekule zraka na ione i čine ga vodičem. Godine 1907. E. Rutherford i Cook doista su u zraku našli radioaktivnih tvari, što je išlo u prilog hipoteze o zemaljskom porijeklu zraka, koje ioniziraju zrak. Samo količine radioaktivnih tvari u zraku bile su premalene da bi objasnile svu jakost ionizacije, pa se stoga moralo pretpostaviti da prodorne zrake imaju glavni izvor u zemlji.
Međutim, neke su druge činjenice govorile protiv hipoteze o zemaljskom porijeklu novih zraka. Tako je jakost (intenzitet) zraka isti nad morskom površinom i kopnom, iako voda sadrži neznatnu količinu radioaktivnih tvari. Nov poticaj za ispitivanje novih zraka dao je Gockelov nalaz iz 1910. da se na visini od 4 000 nad morem još uvijek opažaju zrake, koje snažno ioniziraju. Godine 1912. i 1913. puštao je V. F. Hess balone s aparatima za mjerenje ionizacije na visini 5 000 m nad morem i jasno utvrdio da ionizacija doduše opada u prvih nekoliko stotina metara, ali iza toga jakost zraka raste kad se dižemo u visinu. Hessov nalaz potvrdila su vrlo sistematska ispitivanja Kohlhörstera od 1914. do 1919. On je izmjerio da je ionizacija na visini od 9 000 m nad morem 10 puta veća negoli nad površinom zemlje. U zatvorenoj posudi zrake proizvode na visini od 9 000 m 100 para iona po cm3 i s, dok nad morskom površinom svega 10 para iona po cm3. Od toga je pri morskoj površini 8 ionskih parova proizvedeno radioaktivnim tvarima, i taj udio otpada kad se dignemo uvis. Porijeklo zraka, koje izazivaju ionizaciju, ne može biti Zemlja. Te zrake, kako je tvrdio Hess, dolaze iz svemira. Otada su nazvane visinskim ili kozmičkim zrakama. 
O prirodi kozmičkih zraka nastale su odmah različite hipoteze. Mnogi su ih smatrali elektromagnetskim valovima izuzetno malih valnih duljina. Preokret je nastupio kad je 1927. Skobeljcin otkrio u kozmičkim zrakama elektrone. Wilsonova komora se može opkoliti tako debelim pločama olova da kroz njih mogu prodrijeti samo kozmičke zrake. U Wilsonovoj komori opažaju se elektroni koji jure s golemim brzinama. Energije elektrona u kozmičkim zrakama mnogo puta su veće od energije brzih elektrona beta-zraka. Njihove brzine sasvim se približavaju brzini svjetlosti. Broj čestica u kozmičkim zrakama svakako nije vrlo velik. U jednoj minuti prosječno padne jedna čestica na 1 cm2 morske površine. 
Impuls sile električno nabijene čestice može se mjeriti tako da se njena staza u Wilsonovoj komori svine jakim magnetom. Između impulsa čestice p, polumjera njene staze r i magnetskog polja H postoji odnos:
{\displaystyle p={\frac {e}{c}}\cdot r\cdot H}
Za tako brze čestice možemo zanemariti energiju sadržanu u masi mirovanja, pa između energije i impulsa imamo jednostavan linearni odnos:
{\displaystyle E=c\cdot {\sqrt {m^{2}\cdot c^{2}+p^{2}}}\approx c\cdot p}
Mjerenjem polumjera staze čestice daje nam direktno impuls, a po tom odnosu i energiju. Skobeljcin je opazio čestice s energijom preko 15 000 000 eV. P. Blackett je izmjerio energije preko 20 000 MeV. Prosječna vrijednost impulsa čestica na morskoj površini iznosi 3 000 MeV/c.
Ispitivanje kozmičkih zraka dovelo je i do otkrića pozitrona. U kozmičkim zrakama ima jednako mnogo pozitrona kao i elektrona. Ta simetrija pozitivnog i negativnog naboja sasvim je nepoznata u našim normalnim zemaljskim prilikama. Doduše, kasnije su pozitroni opaženi i kod umjetno proizvedenih beta-radioaktivnih pretvorbi, ali oni ne dolaze kao građevni materijal naše zemaljske materije. U kozmičkim zrakama pozitronima pripada isto značenje kao i elektronima; štoviše, oni nešto malo pretežu nad brojem elektrona. 
Pored elektrona i pozitrona opažaju se u kozmičkim zrakama i elektromagnetski valovi vrlo kratke valne duljine. Te valne duljine mogu biti tisuće puta manje od valnih duljina gama-zraka radioaktivnih tvari.
Kad brzi elektroni i pozitroni prolaze kroz atmosferu, oni djeluju na atome atmosfere svojim električnim silama. Atomske jezgre su tako teške da praktično ostaju na miru. Naprotiv, laki elektroni u atomima dobivaju velika ubrzanja i otrgnu se od svojih atomskih jezgri. Uzduž svojih staza električno nabijene čestice velike energije ostavljaju golemo mnoštvo iona. Prosječno brzi elektron gubi energiju oko 32 eV da bi proizveo jedan ion. Brza nabijena čestica proizvede u zraku na normalnoj temperaturi i tlaku na putu od 1 cm oko 80 ionskih parova. Gubitak energije brzog elektrona iznosi na putu od 1 cm:
{\displaystyle 80\cdot 32\,\,{\mbox{eV}}=2560\,\,{\mbox{eV}}}
Kad bi atmosfera imala konstantnu gustoću kao uz površinu Zemlje, ona bi dala sloj visok 8 km. Brzi elektron, koji prođe kroz čitavu atmosferu, izgubi zbog ionizacije energiju:
{\displaystyle 2\,560\cdot 800\,000\,\,{\mbox{eV}}=2\cdot 10^{9}\,\,{\mbox{eV}}}
Elektron koji prođe čitavu atmosferu, morao bi imati najmanje energiju oko 2 000 MeV. Stvarno se ta donja granica mora uzeti još i veća, jer elektron gubi energiju i drugim procesima. 
Kad brzi elektron kozmičkih zraka dođe sasvim blizu nekom elektronu molekule zraka, on ga snažno odbacuje naprijed. Uz prvobitni elektron imat ćemo i sekundarne. Sekundarni elektron opet će dalje ionizirati. Totalna ionizacija zraka uzrokovana je dakle primarnim, sekundarnim, tercijarnim elektronima. Prije dani broj od 80 iona na 1 cm2 odnosi se na totalnu ionizaciju. 
Ionizacija znači trajni i postepeni gubitak energije kozmičkih zraka. Ona izaziva postepenu apsorpciju kozmičkih zraka. Kad bi ionizacija bila jedini čimbenik, jakost (intenzitet) kozmičkih zraka neprekidno bi rastao dizanjem na visinu. Međutim, pokusima se opaža, da kozmičke zrake dosežu najveću jakost na 17 km. Na toj visini jakost kozmičkih zraka je otprilike 40 puta veća negoli nad morskom površinom. Dalje na visini jakost kozmičkih zraka opada, dok na najvećim visinama ne ostane na konstantnoj svemirskoj vrijednosti. 
U kozmičkim zrakama nalazimo uvijek priličan broj brzih protona i neutrona. Njihov broj raste kad se dižemo u visinu, kao što raste i broj elektrona i pozitrona. Broj neutrona znatno prevladava nad brojem protona. To je jasno kad pomislimo da neutroni nemaju električnog naboja, pa ih atmosfera slabo upija (apsorbira). Neutroni kao i glavni dio protona, koje opažamo u nižim slojevima atmosfere, nisu primarne čestice kozmičkih zraka. Kozmičke zrake u prolazu kroz atmosferu razbijaju atomske jezgre i pri tom povuku sa sobom sve njihove čestice. Takvo razbijanje atomske jezgre kozmičkom česticom može se vidjeti u Wilsonovoj komori. Od mjesta gdje je čestica kozmičkih zraka udarila o jezgru izlaze staze, od kojih neke sigurno pripadaju protonima. 
Vrlo važnu metodu za opažanje kozmičkih zraka i nuklearnih razbijanja predstavlja fotografska emulzija, u kojoj brzi ioni ili nabijene čestice ostavljaju tragove. Ploča s takvom posebnom fotografskom emulzijom izloži se djelovanju kozmičkih zraka. Blau i Wambacher našli su na fotografskoj ploči, koju su dugo držali izloženu kozmičkim zrakama, mnoštvo "zvijezda". Svaka zvijezda sastoji se od više staza čestica koje su izbačene pri razbijanju atomske jezgre. Među njima jasno se mogu raspoznati protoni, alfa-čestice i teže jezgre. Čestica kozmičkih zraka, koja izaziva eksplozivan raspad, mora imati energiju oko 1 000 MeV. Prema dosadašnjem ispitivanju vrlo je vjerojatno da zvijezde pretežno izazivlju neutralne čestice. Broj zvijezda raste kad se penjemo uvis. Ovaj rast je paralelan s rastom broja neutrona i to potvrđuje pretpostavku da neutroni kozmičkih zraka glavni uzrok pojavi zvijezda.
U kozmičkih zrakama opažamo vrlo složene pojave. Te pojave od golemog su značaja za fiziku, jer se ti procesi odvijaju s golemim promjenama energije i time čine osnove pokusa za relativističku teoriju. Neke od osnovnih pojava kozmičkih zraka potpuno su objašnjene, za neke je teorija još nesigurna. To, što opažamo na Zemlji pomoću naših aparata, nisu primarne kozmičke zrake, nego rezultat niza pretvorbi kroz koje su kozmičke zrake prošle na putu kroz atmosferu. Postepeno ispitivanje kozmičkih zraka u sve većim visinama i moguće prenošenje na vrh atmosfere objasnit će prirodu ovog zagonetnog zračenja koje vjekovima, bez prestanka, proniče svemirski prostor. 
Za pitanje o prirodi primarnih kozmičkih zraka važan je Clayev nalaz iz 1930. da jakost kozmičkih zraka zavisi od zemljopisne širine. Kozmičke zrake su snažnije na polovima nego na ekvatoru. Mijenjanje jakosti osobito je znatno od ekvatora do 50° zemljopisne širine. Dalje prema polu ostaje kozmičko zračenje gotovo konstantno. Ovaj širinski učinak postaje mnogo znatniji kad kozmičke zrake mjerimo u većim visinama. Relativna razlika u jakosti kozmičkih zraka na ekvatoru i polu iznosi na morskoj površini 1/10, a na visini 4 000 m nad morem 1/3, a na još većim visinama i do 8/10. Već prije je H. L. Stormer da bi protumačio polarnu svjetlost, točno proračunao što se događa, kad homogene zrake elektrona padaju iz svemira na Zemlju. Zemlja je magnet i ona svija staze električno nabijenih čestica. Zbog toga elektroni pretežno padaju na pojas oko polova. Störmerov račun daje za zavisnost jakosti elektronskih zraka od zemljopisne širine istu sliku kakva se opaža kod kozmičkih zraka. Taj rezultat vrlo uvjerljivo govori u prilog tezi da su primarne kozmičke zrake, koje dolaze iz svemirskih dubina, sastavljene od električno nabijenih čestica. Naravno, na osnovu ovog zemljopisnog učinka kozmičkih zraka ne može se odlučiti da li se kozmičke zrake primarno sastoje od elektrona, pozitrona ili protona. Geomagnetski učinak i mjerenja na velikim visinama pokazuju da su energije primarnih kozmičkih čestica raspoređene po statističkom zakonu. Broj prvobitnih čestica s energijom između E i E + dE dan je jednostavnom funkcijom:
{\displaystyle {\mbox{d}}n={\frac {A}{E\cdot y+1}}\cdot {\mbox{d}}E}
gdje je: A - konstanta, γ - je otprilike 1,5. Prema svemu čini se da ovaj spektar vrijedi neograničeno prema najvećim energijama, prema Blackettu čak za energiju preko 109 MeV, dok ima donju granicu kod Emin = 2 000 MeV. Na osnovu gornjeg spektra dobiva se za prosječnu energiju kozmičkih zraka vrijednost 6 000 MeV, što se dobro slaže s drugim opažanjima.
Kozmičke zrake padaju sa svih strana na Zemlju. Raspored jakosti po smjerovima možemo zgodno ispitivati pomoću 2 ili 3 brojača, koji su poredani na jednom pravcu, a reagiraju samo onda ako čestica prođe kroz sve njih. Jakost kozmičkih zraka, naravno, najveća je u okomitom smjeru, jer to daje najkraći put kroz atmosferu. Uzmimo od smjera okomice jednaki kut prema zapadu ili istoku. B. Rossi je 1931. opazio da jakost kozmičkih zraka sa zapada preteže nad jakosti kozmičkih zraka s istoka. Ovaj "zapadni vjetar" ukazuje na to da primarne čestice kozmičkih zraka moraju biti pozitivno nabijene ili barem mora biti više pozitivnih od negativnih.
U skladu s danas poznatim činjenicama i teorijskim predodžbama stoji hipoteza da se primarne kozmičke zrake sastoje pretežno od protona s energijom 6 000 MeV. Mjerenja izvršena 1948. na vrlo velikim visinama pokazala su da u primarnim zrakama ima još lakih i teških atomskih jezgri. Moguće je također da se nalazi još primarno mali postotak elektrona i pozitrona.